# Beleg van Danzig (1734)
Het Beleg van Danzig vond plaats van 22 februari tot 30 juni 1734 en was een onderdeel van de Poolse Successieoorlog, een oorlog tussen Stanislaus Leszczyński, de schoonvader van Lodewijk XV van Frankrijk en August III, de zoon van de vorige koning, August II van Polen.

## Achtergrond
In Polen werd de koning verkozen. Na de dood van August II koos de sejm Stanislaus Leszczyński, dit tegen de zin van Rusland. In 1733 viel Rusland Polen binnen en veroverde de hoofdstad Warschau. Stanislaus Leszczyński vluchtte naar de havenstad Danzig en vroeg hulp aan zijn schoonfamilie. Eerste minister van Frankrijk kardinaal André Hercule de Fleury was nogal terughoudend, omdat Frankrijk pas het Hertogdom Opper-Lotharingen had veroverd en een totale Europese oorlog tot de mogelijkheden behoorde.

## Beleg
Fleury stuurde een kleine vloot van 2400 man naar Danzig, die werd opgewacht door het Russische leger van 30 000 man sterk. De Franse vloot maakte rechtsomkeer en voer naar Kopenhagen, wachtend op verdere orders. De jonge Franse ambassadeur van Frankrijk Louis de Bréhan de Plélo was geschokt door de Franse terughoudendheid, en nam het commando van het Franse leger over. Onbesuisd stormde hij op 27 mei 1734 Danzig binnen en werd doodgeschoten. Hals over kop vluchtte het Franse leger. Een latere poging leverde niets op. Slecht duizend Franse soldaten overleefden het beleg. Op 27 juni, vermomd, ontvluchtte Stanislaus Leszczyński de stad en op 9 juli gaven de Polen zich over en openden de poorten.

## Vervolg
Stanislaus Leszczyński vluchtte naar Koningsbergen, de hoofdstad van het Koninkrijk Pruisen. Hij vroeg aan zijn schoonzoon, Lodewijk XV van Frankrijk, of hij het Keurvorstendom Saksen wilde aanvallen, tevergeefs.